# Monophleboides hirtus
Monophleboides hirtus är en insektsart som först beskrevs av Charles Kimberlin Brain 1915.  Monophleboides hirtus ingår i släktet Monophleboides och familjen pärlsköldlöss. Inga underarter finns listade i Catalogue of Life.